# Antiparalelogram

Un antiparalelogram

În geometrie, un antiparalelogram este un tip de patrulater autointersectat. La fel ca un paralelogram, un antiparalelogram are două perechi opuse de laturi de lungime egală, iar laturile din perechea mai lungă se intersectează ca într-un mecanism de foarfece.